# Hallig

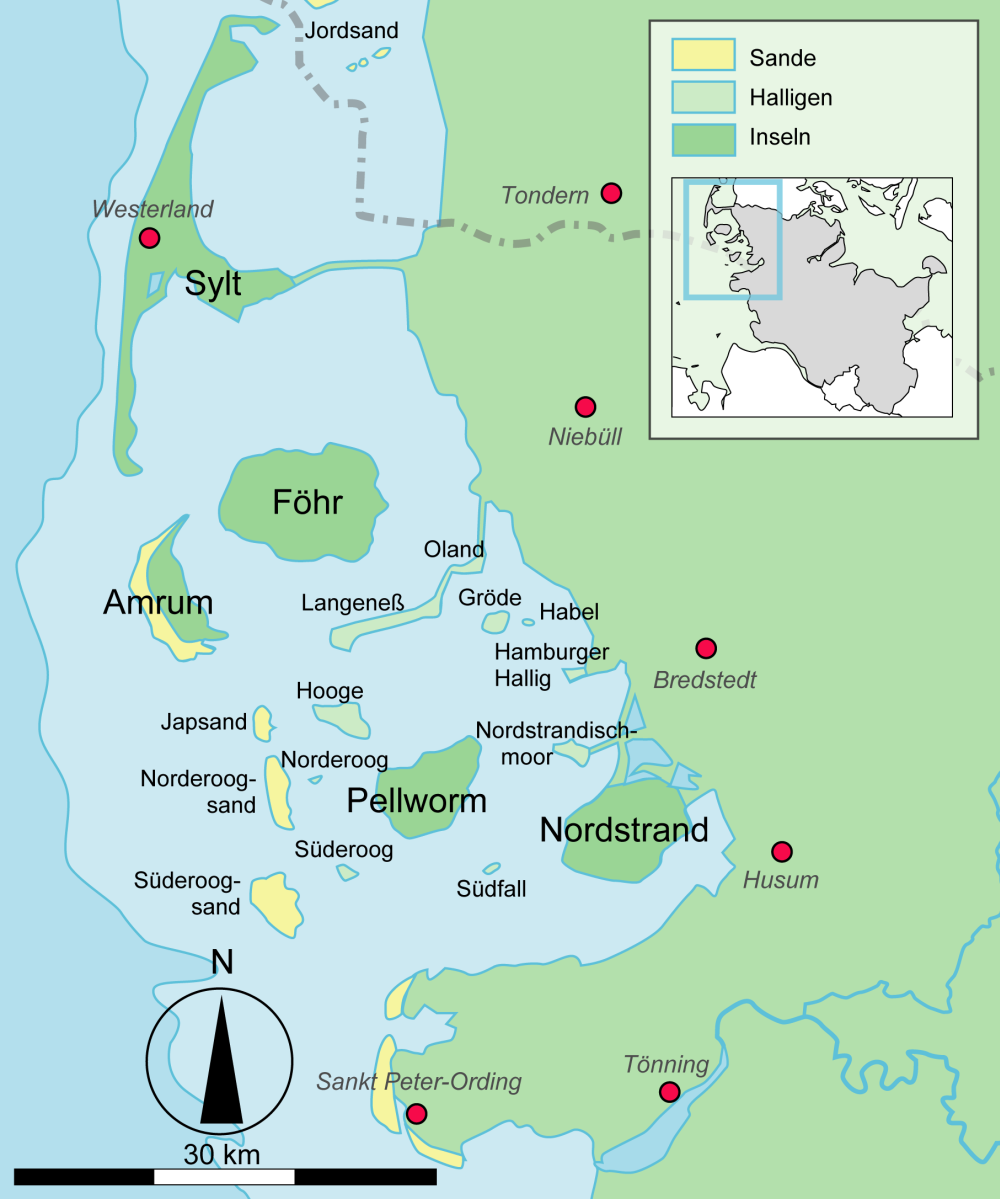
Isole Frisone Settentrionali con halligen (in verde chiaro), isole (verde scuro), sabbia (giallo)

Il termine Hallig (plurale: Halligen) indica un tipo di piccola isola alluvionale, piatta, non protetta da dighe, nelle Isole Frisone Settentrionali, arcipelago che si trova nel Mare del Nord, a ridosso della costa occidentale dello Schleswig-Holstein, nel circondario della Frisia Settentrionale.
La caratteristica di una Hallig è che durante l'alta marea viene sommersa quasi completamente, ad eccezione delle collinette artificiali, dette "Warften", su cui si trovano le abitazioni, le inondazioni si chiamano localmente Landunter (letteralmente "terra di sotto") e hanno luogo svariate volte all'anno, nei mesi di marzo e novembre possono accadere fino a 20 volte.
In totale le Halligen sono dieci: Langeneß, Hooge, Gröde, Nordstrandischmoor, Oland, Süderoog, Südfall, Hamburger Hallig, Norderoog e Habel (in verde chiaro sulla mappa).

## Etimologia del nome
La parola "Hallig" viene citata per la prima volta alla fine del XVI secolo come Halgen e nei nomi composti come Butendickes o Halgenland e Halliglude. La provenienza della parola non può essere chiaramente definita, ma potrebbe essere collegata alla parola inglese antica halh, "terreno rialzato in una bassa palude", probabilmente da una radice germanica antica *hulhan, "grotta", che qui significa "rigonfiamento in una pianura piatta". Nel Land Wursten, i prati e i pascoli bassi intorno a una Wurt sono chiamati Hülken o Hölken.
Una possibilità alternativa è l'interpretazione come holm = piccola isola. Tuttavia, fino al XIX secolo, "Hallig" poteva essere usato anche per indicare "tutte le terre non chiuse che si trovano in mare aperto", "che sono completamente o parzialmente allagate durante l'alta marea", motivo per cui una derivazione diretta da holm è piuttosto improbabile. In questo caso, si tratterebbe della comune radice indoeuropea *kel, "salire", che comprende anche Hügel (in tedesco "collina").
Un'altra ipotesi è che la parola "Hallig" abbia origine dalla produzione di sale nelle Uthlanden frisone, che contribuì anche alla distruzione del territorio (vedi sotto). Questo avvicinerebbe il termine "Hallig" ai toponimi Hall tipici della produzione del sale, con una radice germanica ricostruita *hallan per "crosta (di sale)".

## Ambiente
Le Halligen si trovano all'interno del parco nazionale del Wattenmeer dello Schleswig-Holstein. Le Halligen più grandi, ove esiste un'attività agricola (in particolare Nordstrandischmoor, Gröde, Oland, Langeneß e Hooge), sono circondate da un'area protetta ma non costituiscono parte integrante di essa. Le Halligen più piccole (Habel, Südfall, Süderoog, Norderoog e Hamburger Hallig) sono parte integrante del Parco Nazionale.
Dal 1990 l'area che comprende le Halligen è stata dichiarata dall'UNESCO Riserva della biosfera col nome di Biosphärenreservat Schleswig-Holsteinisches Wattenmeer. Le Halligen sono inoltre comprese nell'area del Mare dei Wadden, dichiarato patrimonio dell'umanità nel 2009.

## Storia
Le Halligen sono costituite da terreni paludosi e spesso solo da un sottile strato appoggiato sopra le antiche torbiere formatesi all'interno dei cordoni litorali che hanno chiuso quasi completamente la depressione al Mare del Nord. Si è venuta così a formare una zona di pianura scarsamente drenata con boschi paludosi, intervallati da corsi d'acqua.
Con l'innalzamento del livello dell'acqua del Mare del Nord dovuto prima al periodo caldo romano e poi al periodo caldo medievale, l'acqua di mare penetrò sempre più spesso attraverso le fessure cordoni litorali formando delle aree alluvionali costituite da depositi di  sedimenti marini. Le paludi si riempirono di acqua salata, il terreno affondò e con le continue inondazioni aumentò il deposito di sedimento. La forma di questi depositi alluvionali mutava continuamente a causa dell'erosione.
L'assenza di protezioni della costa e le frequenti inondazioni che ne sono derivate hanno fatto sì che la linea costiera subisse costanti e importanti cambiamenti, la formazione delle Halligen ancora esistenti risale probabilmente ad un periodo intermedio fra la prima (1219) e la seconda (1362) inondazione di San Marcello.
Alcune Halligen sono esistite per brevissimi periodi e sparite in seguito all'erosione delle maree, in altre i sedimenti si sono accumulati determinando l'aumento delle dimensioni e persino l'unione come nel caso di  Nordmarsch e Langeneß che hanno costituito l'attuale Halligen di Langeneß. L'evoluzione è difficile da ricostruire, poiché esistono solo poche mappe dell'epoca precedente al 1700. Nel Medioevo esisteva un numero maggiore di Halligen rispetto al XXI secolo. 

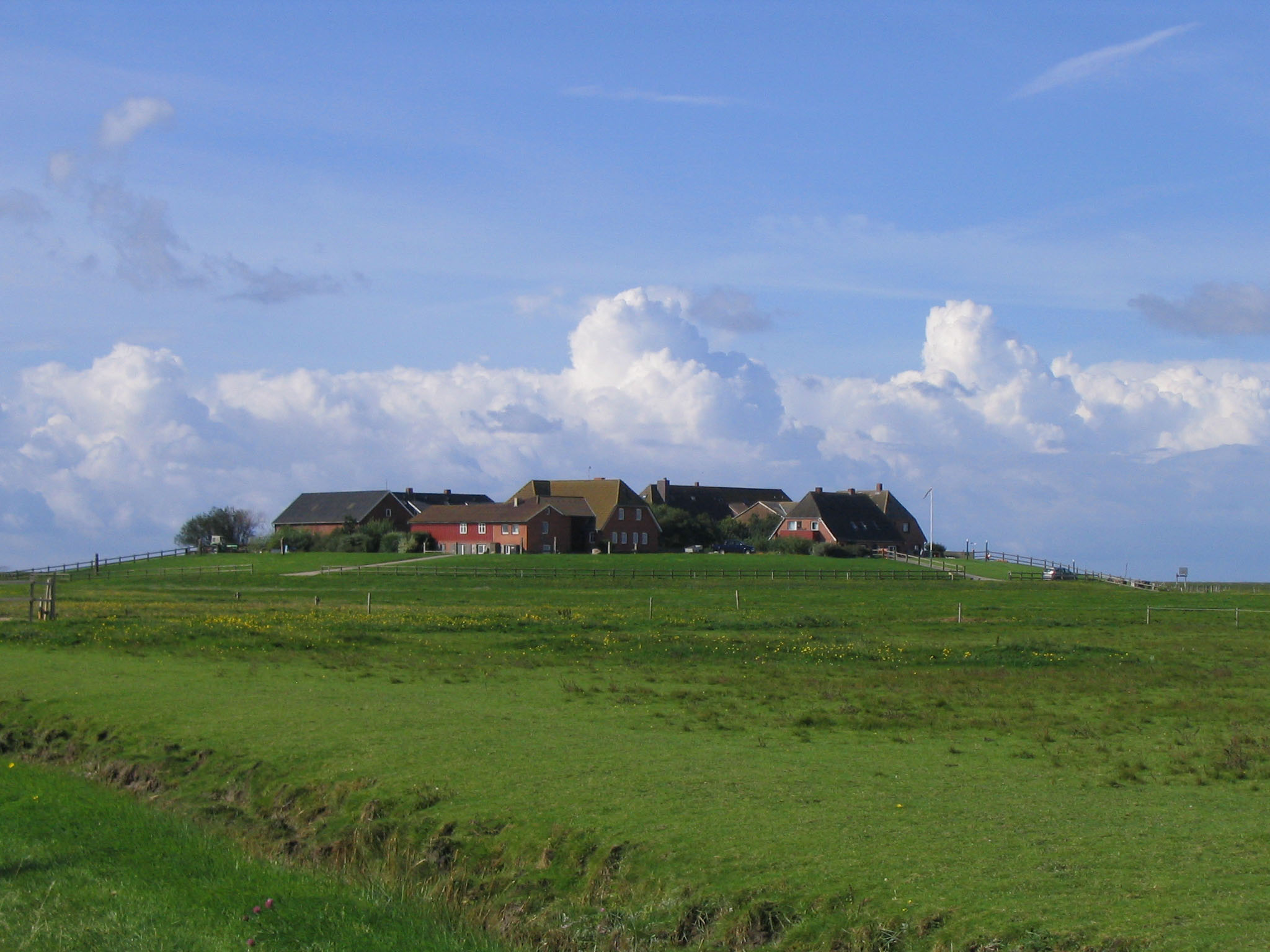
Un Warft sull'hallig Hooge

### Produzione di sale
Protetta dalle dighe di sbarramento, la torba salata che giaceva sotto le paludi o le distese di fango, una torbiera morta impregnata di acqua salata, veniva estratta, essiccata e bruciata. Le ceneri venivano mescolate con l'acqua salata e bollita in un calderone finché il sale non era completamente asciutto. Solo sull'ex Hallig Galmsbüll c'erano 16 baracche per il sale. L'estrazione della torba era altamente pericolosa quando le aree estratte scendevano sotto il livello dell'acqua alta media, causando la autodiminuzione della terra disponibile. Nel 1515, l'estrazione del sale fu vietata per fermare la perdita di terra. Ciononostante, il sale continuò a essere estratto sul Galmsbüll fino al 1782. Nel 1800, l'Hallig, in forte diminuzione, dovette essere abbandonato.

## Caratteristiche e vita quotidiana
Le case e gli edifici agricoli vengono costruiti su piccole colline artificiali alte circa un metro (Warften in tedesco) per proteggerle dalle maree.
Il terreno delle Halligen non è in grado di accumulare acqua, per l'approvvigionamento idrico gli abitanti erano legati al recupero dell'acqua piovana dai tetti in cisterne interrate per l'uso domestico e in pozze al centro delle Warften per l'uso animale, questo sistema è rimasto in uso fino agli anni '70 del XX secolo. Dagli anni '60 sono state costruite condutture d'acqua dalla terraferma agli Halligen abitati in modo permanente. Tuttavia, gli Halligen Habel, Norderoog e Südfall, abitati solo stagionalmente, non dispongono ancora di una condotta d'acqua dolce.
Le continue inondazioni con acqua di mare rendono i terreni non coltivabili, storicamente la sussistenza degli abitanti era legata all'allevamento di bovini e ovini e all'estrazione del sale dalle torbiere delle isole.
Alcune Halligen sono collegate alla terraferma da dighe.
Poche persone vivono sulle Halligen. Le attività economiche sono legate prevalentemente al turismo, alla difesa delle coste, all'agricoltura e all'allevamento di bestiame nelle fertili praterie salate, che sono spesso inondate dalle maree.
In Danimarca l'isola disabitata di Langli, anche se si trova a una grande distanza dalle altre dieci, è considerata una Hallig  mentre l'isola di Mandø, nelle Isole Frisone Settentrionali, dal 1937 è protetta da una diga e quindi non più soggetta ad inondazioni.

## Schema delle isole e della loro popolazione
| Nr. | Hallig             | Numero dei Warften | Numero degli abitanti | Superficie (in km²) | Municipio  |
| --- | ------------------ | ------------------ | --------------------- | ------------------- | ---------- |
| 1   | Langeneß           | 18                 | 113                   | 9,56                | Langeneß   |
| 2   | Hooge              | 11                 | 108                   | 5,74                | Hooge      |
| 3   | Gröde              | 2                  | 8                     | 2,52                | Gröde      |
| 4   | Nordstrandischmoor | 4                  | 18                    | 1,75                | Nordstrand |
| 5   | Oland              | 1                  | 21                    | 0,96                | Langeneß   |
| 6   | Süderoog           | 1                  | 2                     | 0,60                | Pellworm   |
| 7   | Südfall            | 1                  | —                     | 0,50                | Pellworm   |
| 8   | Hamburger Hallig   | 2                  | —                     | 1,10                | Reußenköge |
| 9   | Norderoog          | 1*                 | —                     | 0,09                | Hooge      |
| 10  | Habel              | 1                  | —                     | 0,07                | Gröde      |
|     | Totale:            | 42                 | 270                   | 22,89               |            |

Le isole Pellworm e Nordstrand si trovano nella stessa zona ma non sono considerate Halligen.